# Critics' Choice Television Award du meilleur invité dans une série télévisée comique
Le Critics' Choice Television Award du meilleur invité dans une série télévisée comique (Critics' Choice Television Award for Best Guest Performer in a Comedy Series) est l'une des récompenses décernées aux professionnels de l'industrie du cinéma par le jury de la Broadcast Television Journalists Association depuis 2012.

## Palmarès
- 2012 : Paul Rudd pour le rôle de Bobby Newport dans Parks and Recreation
  - Becky Ann Baker pour le rôle de Loreen Horvath dans Girls
  - Bobby Cannavale pour le rôle de Lewis dans Modern Family
  - Kathryn Hahn pour le rôle de Jennifer Barkley dans Parks and Recreation
  - Justin Long pour le rôle de Paul Genzlinger dans New Girl
  - Peter Scolari pour le rôle de Tad Horvath dans Girls

- 2013 : Patton Oswalt pour le rôle de Garth Blundon dans Parks and Recreation
  - Melissa Leo pour le rôle de Laurie dans Louie
  - David Lynch pour le rôle de Jack Dall dans Louie
  - Bob Newhart pour le rôle d'Arthur Jeffries dans The Big Bang Theory
  - Molly Shannon pour le rôle d'Eileen dans Enlightened
  - Patrick Wilson pour le rôle de Joshua dans Girls

- 2014 : Uzo Aduba pour le rôle de Suzanne "Crazy Eyes" Warren dans Orange Is the New Black
  - Sarah Baker pour le rôle de Vanessa dans Louie
  - James Earl Jones pour son propre rôle dans The Big Bang Theory
  - Mimi Kennedy pour le rôle de Marjorie Armstrong dans Mom
  - Andrew Rannells pour le rôle d'Elijah Krantz dans Girls
  - Lauren Weedman pour le rôle de Doris dans Looking

- 2015 : Bradley Whitford pour le rôle de Marcy May dans Transparent
  - Becky Ann Baker pour le rôle de Loreen Horvath dans Girls
  - Josh Charles pour plusieurs personnages dans Inside Amy Schumer
  - Susie Essman pour le rôle de Bobbi Wexler dans Broad City
  - Peter Gallagher pour le rôle de Larry Brown dans Togetherness
  - Laurie Metcalf pour le rôle de Mary Cooper dans The Big Bang Theory
- 2016 : Timothy Olyphant pour le rôle de lui-même dans The Grinder
  - Ellen Burstyn pour le rôle de Shirley Stabler dans Mom
  - Anjelica Huston pour le rôle de Vicky dans Transparent
  - Cherry Jones pour le rôle de Leslie Mackinaw dans Transparent
  - Jenifer Lewis pour le rôle de Ruby Johnson dans Black-ish
  - John Slattery pour le rôle de Claude Dumet dans Wet Hot American Summer: First Day of Camp

- 2016 : Alec Baldwin pour le rôle de Donald Trump dans Saturday Night Live
  - Christine Baranski pour le rôle du Dr. Beverly Hofstadter dans The Big Bang Theory
  - Larry David pour le rôle de l'hôte / Bernie Sanders / plusieurs personnages dans Saturday Night Live
  - Lisa Kudrow pour le rôle de Lori-Ann Schmidt dans Unbreakable Kimmy Schmidt
  - Liam Neeson pour le rôle de lui-même dans Inside Amy Schumer

## Statistiques

### Nominations multiples
2 : Becky Ann Baker